# Сенони
Сеноните (на латински: Senones) са келтско племе, населяващо Галия, граничещо на север с паризиите, на запад с карнутите, на юг с едуите и на изток с лингоните, бойите и мандубиите. Главно селище на сеноните е Агединкум (на латински: Agedincum, наричано също и civitas Senonum или Senones, днешния град Санс). От другите им селища най-известни са Велаунодунум, Мелодунум, Ариака, Корабилий, Аутисиодорум (Autissiodurum или Antissiodurum).
Около 400 г. пр.н.е. част от сеноните се придвижва към Северна Италия и се заселва близо до Адриатическо море, между реките Итис и Езис, тъй като по-голямата част от северноиталийските земи вече е заета от други келтски племена. Тук е основан гра на име Сена Галика (по-късно Сенигалия, на латински: Senigallia). Скоро след това, между сеноните и римляните възникват стълкновения, в резултат на които галите превземат почти целия Рим през 387 г. пр.н.е. и обсаждат Капитолия – обсада продължила повече от шест месеца. Изтощените от глад и болести войски на сеноните и бойите са принудени да отстъпят. Войните между римляните и италийските сенони продължават на практика непрестанно. Едва в 283 г. пр.н.е. римска армия, начело с консула Публий Долабела, им нанася съкрушителен удар.
По време на походите на Юлий Цезар, сеноните, останали да живеят в Галия, като постоянни съперници на едуите са сравнително по-малко опасен противник за римляните, въпреки че се бунтуват против римското владичество. В своите „Записки за Галската война“, Цезар ги описва като племето, което „има най-силната държава и се ползва с най-голям авторитет сред галите.“. През 51 г. пр.н.е. сеноните участват и в голямото галско въстание, предвождано от Версенжеторикс, като на общоплеменния съвет е решено те да участват с дванадесет хиляди бойци.